# Trần Anh Hùng

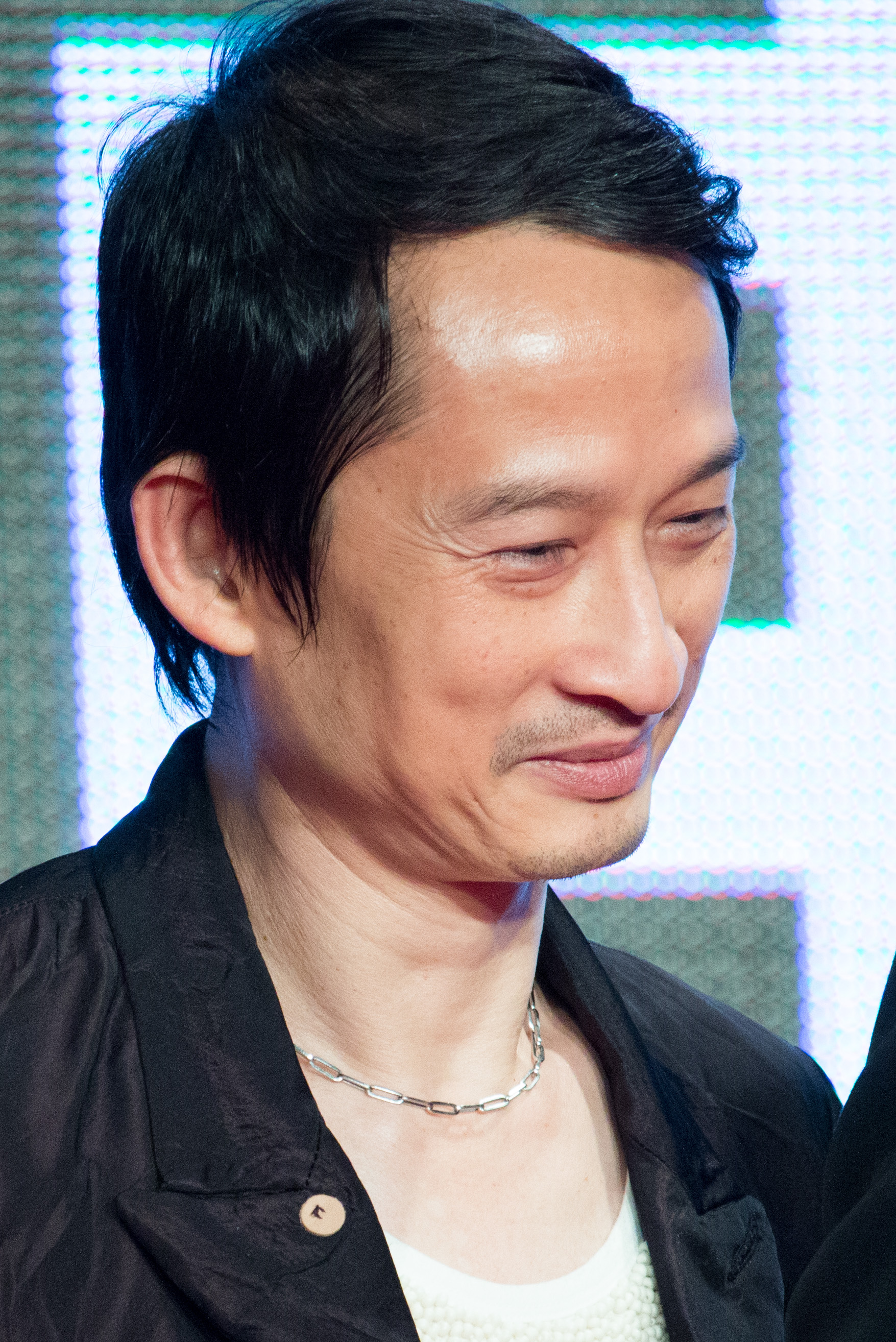
Trần Anh Hùng (2015)

Trần Anh Hùng (* 23. Dezember 1962 in Đà Nẵng, Vietnam) ist ein französischer Filmregisseur und Drehbuchautor. Er wurde mit Filmen wie Der Duft der grünen Papaya (1993) bekannt.

## Biografie
Nach der kommunistischen Machtübernahme Sàigòns im Jahr 1975 emigrierten er und seine Familie nach Frankreich. Von 1985 bis 1987 besuchte er die Filmhochschule École Louis-Lumière in Paris. Nachdem er 1989 mit La Femme mariée de Nam Xuong und 1991 mit La Pierre de l'attente zwei Kurzfilme realisiert hatte, kam sein erster Spielfilm 1993 mit Der Duft der grünen Papaya heraus. Der Film beginnt im Sàigòn des Jahres 1951 und schildert über zehn Jahre aus dem Leben eines anfangs armen Mädchens, das im Haushalt eines Pianisten angestellt wird, diesen heiratet und einen gesellschaftlichen Aufstieg erfährt. Der Duft der grünen Papaya wurde zu einem Erfolg für den Regisseur; bei den Internationalen Filmfestspielen von Cannes wurde er mit der Goldenen Kamera für den besten Debütfilm und 1994 mit einem César für das „beste Erstlingswerk“ ausgezeichnet. Zudem war der Film für den Oscar als „bester fremdsprachiger Film“ nominiert.
Während Der Duft der grünen Papaya noch ausschließlich in einem französischen Studio entstanden war, ging er für seinen nächsten Film Cyclo nach Ho-Chi-Minh-Stadt (ehemaliges Sàigòn), um dort zu drehen. In diesem Werk steht ein Mann im Vordergrund, der, als ihm sein Rikscha und damit sein Lebensunterhalt gestohlen wird, einer Verbrecherorganisation beitritt. Bei den Internationalen Filmfestspielen von Venedig 1995 wurde dieser Film mit dem Goldenen Löwen, dem wichtigsten Preis des Festivals, und dem FIPRESCI-Preis prämiert.
Der dritte Spielfilm unter seiner Regie wurde 2000 mit Ein Sommer in Hanoi veröffentlicht, in dem drei Schwestern und ihr Liebesleben im Vordergrund stehen. Dieser Film lief im internationalen Wettbewerb der Internationalen Filmfestspiele von Cannes.
2009 wurde der Thriller I Come with the Rain veröffentlicht. Während die vorherigen Spielfilme des Regisseurs allesamt in vietnamesischer Sprache gedreht wurden und in Vietnam spielen, ist dies sein erster englischsprachiger Film. Der Film wurde allerdings wie auch alle vorherigen Filme Trầns mit französischen Geldern finanziert. Ein Jahr später verfilmte er mit Naokos Lächeln (Internationaler Titel: Norwegian Wood) den gleichnamigen Roman von Haruki Murakami mit Ken’ichi Matsuyama, Rinko Kikuchi und Kiko Mizuhara in den Hauptrollen. Dies brachte ihm 2010 eine erneute Einladung in den Wettbewerb der Filmfestspiele von Venedig ein.
2017 wurde er in die Academy of Motion Picture Arts and Sciences (AMPAS) aufgenommen, die jährlich die Oscars vergibt.
Im Jahr 2023 erhielt er für den Spielfilm Geliebte Köchin mit Juliette Binoche und Benoît Magimel seine erste Einladung in den Wettbewerb des Filmfestivals von Cannes. Dort wurde er als Bester Regisseur ausgezeichnet. Trần Anh Hùng hat seit 1989 zwölf Filmpreise gewonnen und wurde für zwölf weitere nominiert.
Trần ist mit Trần Nữ Yên Khê verheiratet, die in Der Duft der grünen Papaya die Hauptrolle und auch in seinen anderen Filmen Schauspielrollen hatte.

## Filmografie
- 1989: La Femme mariée de Nam Xuong
- 1991: La Pierre de l'attente
- 1993: Der Duft der grünen Papaya (Mùi đu đủ xanh)
- 1995: Cyclo (Xích lô)
- 2000: Ein Sommer in Hanoi (Mùa hè chiều thẳng đứng)
- 2009: I Come with the Rain
- 2010: Naokos Lächeln (Noruwei no Mori)
- 2016: Éternité
- 2023: Geliebte Köchin (La passion de Dodin Bouffant)